# Szczawik rożkowaty
Szczawik rożkowaty (Oxalis corniculata L.) – gatunek rośliny z rodziny szczawikowatych (Oxalidaceae). Występuje na wszystkich kontynentach z wyjątkiem Antarktydy. Przypisuje mu się pochodzenie z regionu Morza Śródziemnego lub z tropików Azji, Australii i zachodniej Oceanii. W całej Europie rozpowszechnił się między XVI i XIX wiekiem, z powodu mimowolnego rozprzestrzeniania nasion wraz z ziemią roślin ogrodowych. W Polsce ma status epekofita. W uprawach jest uciążliwym i coraz częściej spotykanym chwastem. Rośliny z różnych obszarów (np. Australii i Azji Południowo-Wschodniej oraz z Ameryki Południowej i Środkowej), różniące się kariotypem i nieznacznie pod względem morfologicznym, bywają wyróżniane czasem jako odrębne gatunki.

## Morfologia

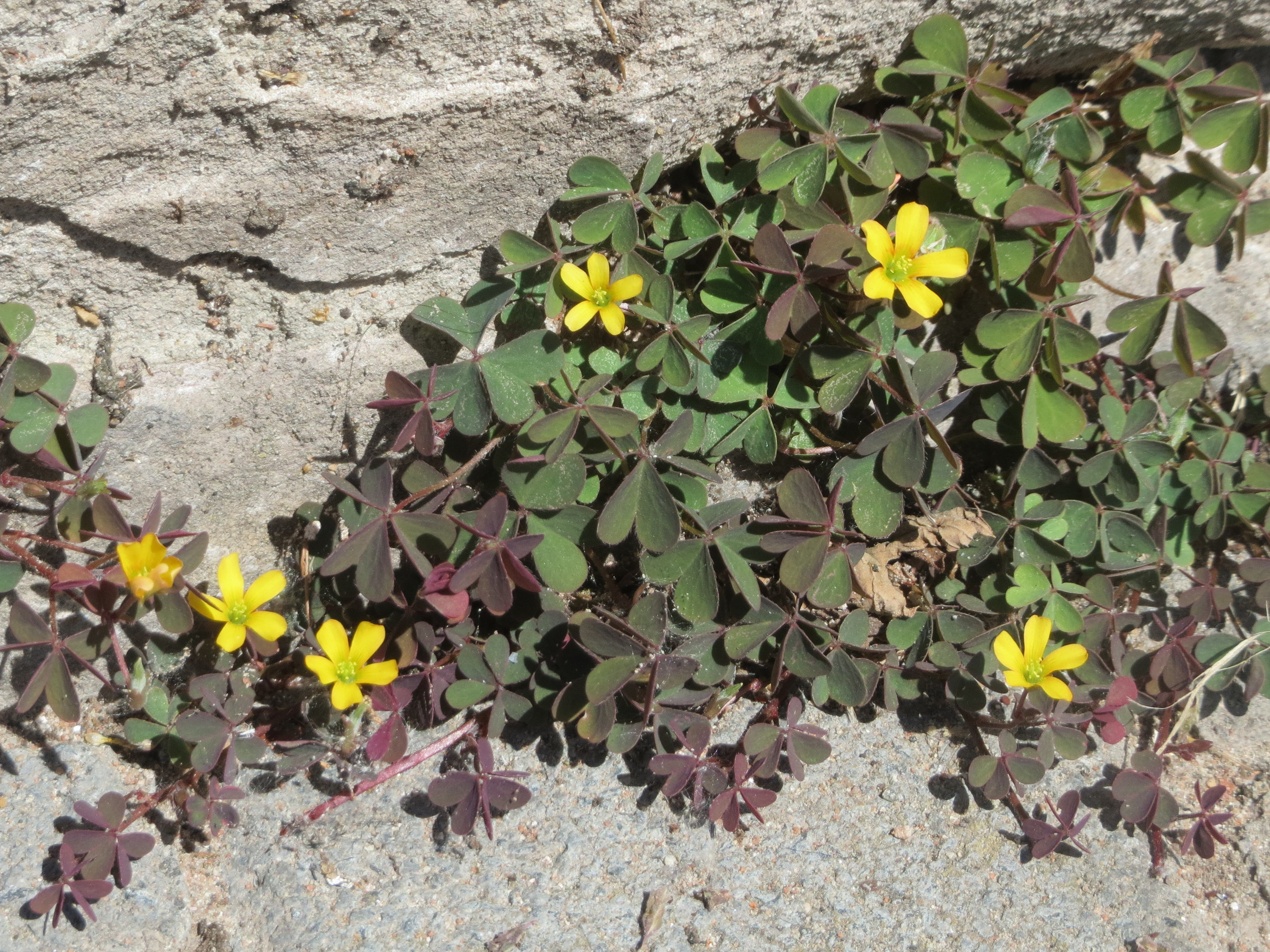
Pokrój bordowo zabarwionej i płożącej odmiany repens

PokrójRoślina jednoroczna lub krótko żyjąca zielna bylina. Osiąga zwykle do 10 cm wysokości, rzadko wyższa, o pędach płożących się, pokładających, czasem podnoszących się. Pędy korzenią się w węzłach, są w różnym stopniu owłosione. Korzeń palowy, u starszych roślin drewniejący.
ŁodygaZ nasady rośliny wyrasta od 2 do 8 zielnych, pokładających się zwykle łodyg.
LiścieSkrętoległe (czasem skupione i wówczas zdają się być okółkowe), długoogonkowe (ogonek długości 1–8, rzadko do 13 cm długości), z przylistkami długości do 2 mm, przyrośniętymi do nasady ogonka. Blaszka liściowa trójlistkowa, o średnicy od kilku mm do 2,5 cm, naga lub w różnym stopniu owłosiona, zielona lub często też bordowo nabiegła. Listki odwrotnie sercowate, wcięte na szczycie do 1/4 lub nawet do połowy.
KwiatyKwiaty promieniste o symetrii 5-krotnej. Zebrane po 1–5 w baldachowate kwiatostany o szypule zwykle dłuższej od ogonków liściowych. Osiąga do 3–9 cm długości. Szypułki kwiatowe osiągają 5–10 mm długości i u ich nasady wyrasta drobna, równowąska przysadka o długości do 2 mm. Szypułki i lancetowate podkwiatki są owłosione. Działki kielicha podługowato jajowate do lancetowatych, owłosione, osiągają do 5 mm długości i 2 mm szerokości. Płatki korony żółte, drobno żyłkowane o długości do 8 mm. Pręciki po 5 w dwóch okółkach. Zalążnia zwieńczona 5 długimi szyjkami. Na ich szczycie gwiazdkowate znamiona.
OwoceWydłużone, 5-kanciaste, owłosione torebki osiągające 1,2–1,5 cm długości. Torebka jest 5-komorowa i w każdej z komór zawiera po 5–14 nasion. Nasiona jajowate o długości do 1,5 mm i szerokości do 1 mm, brązowe do brązowoczerwonych.

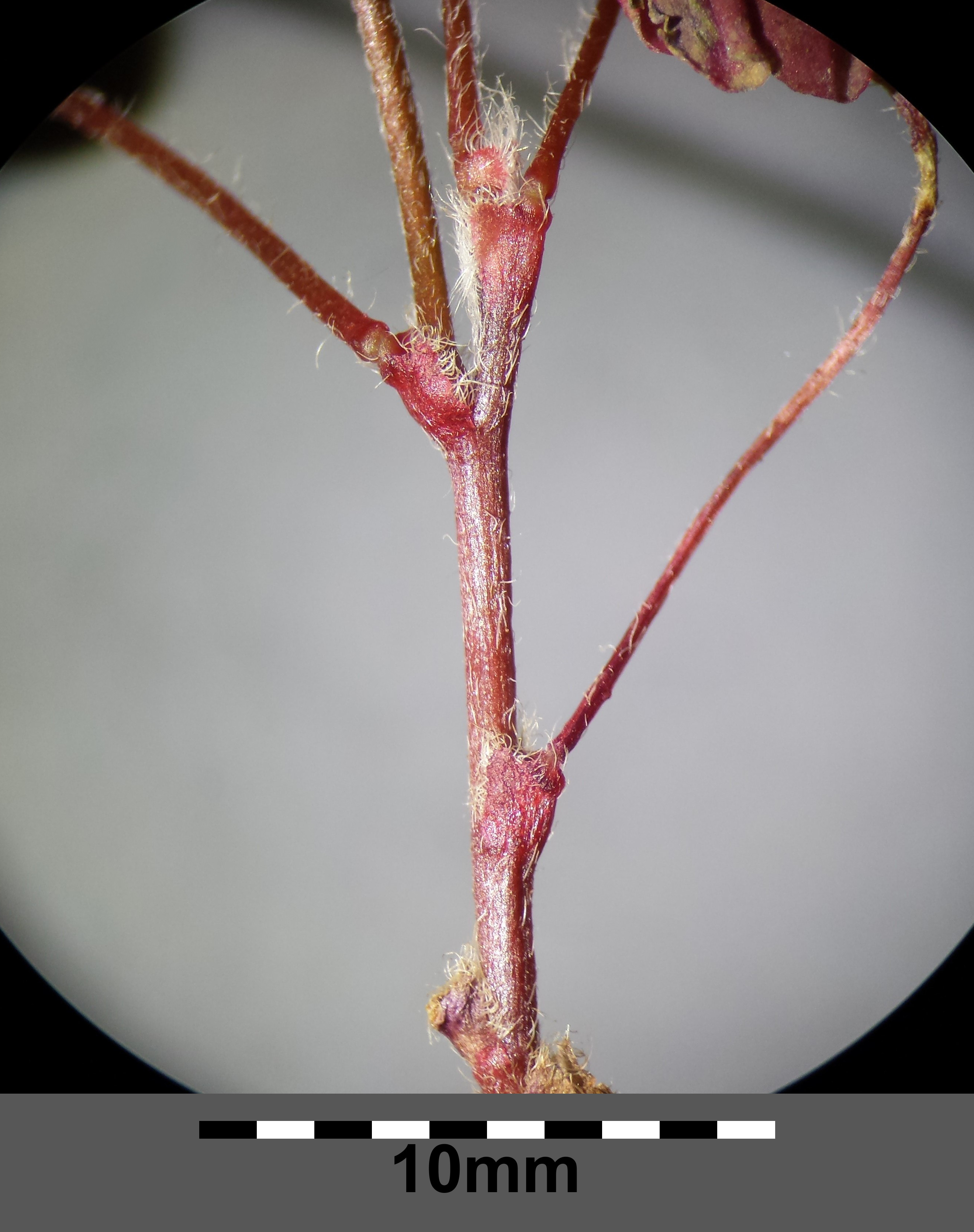
Łodyga z uszkowatymi przylistkami
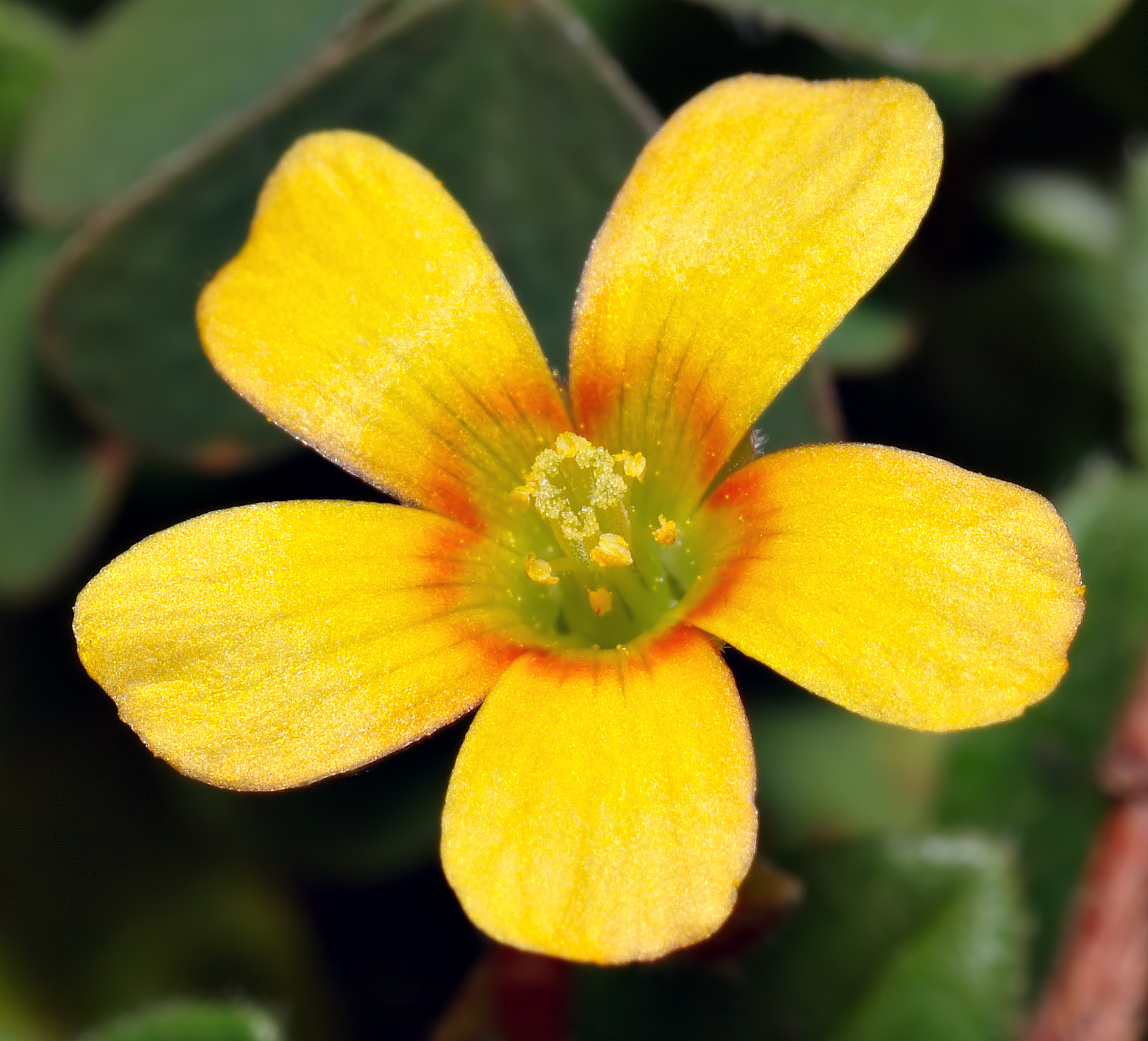
Kwiat
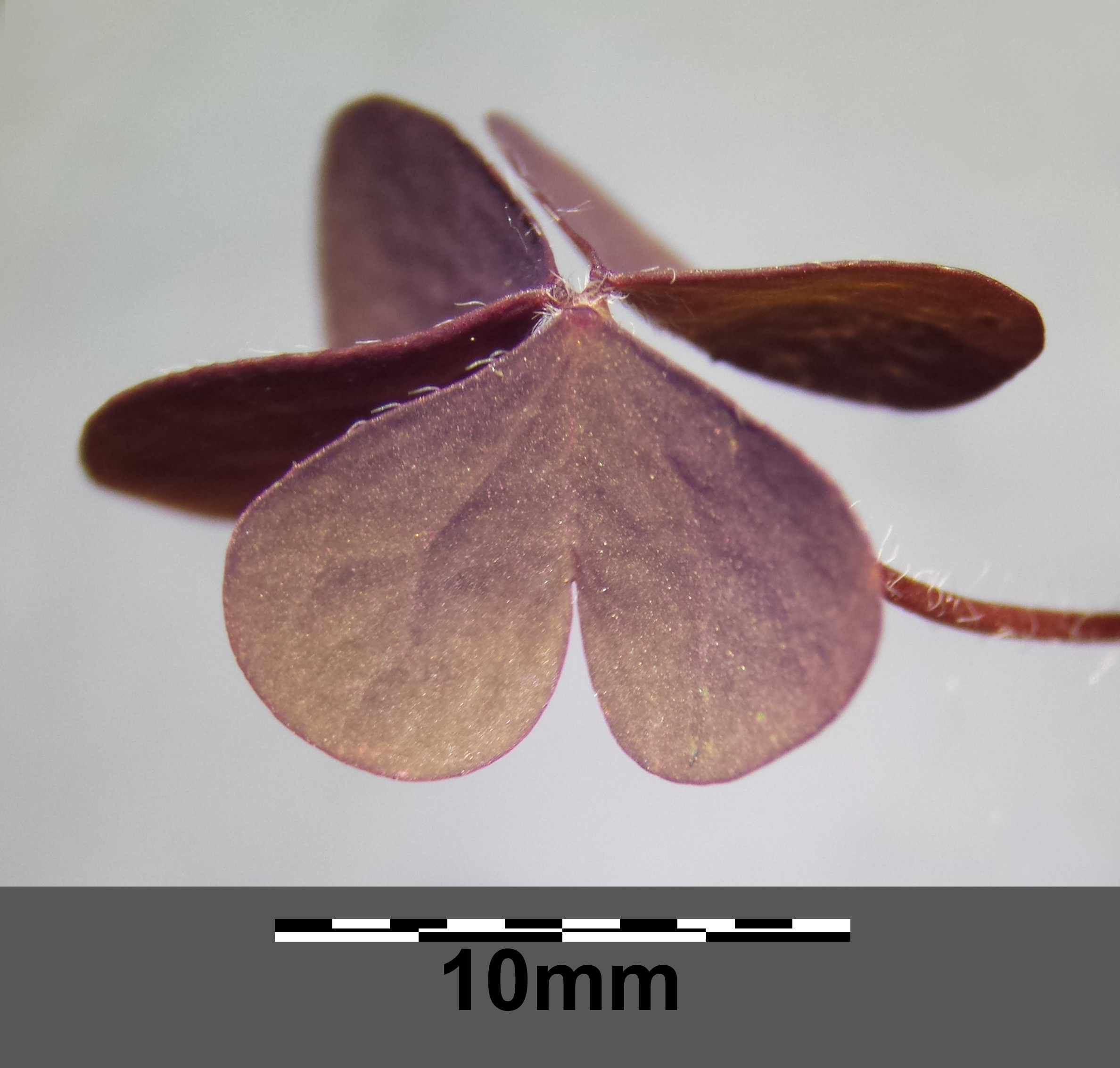
Liść
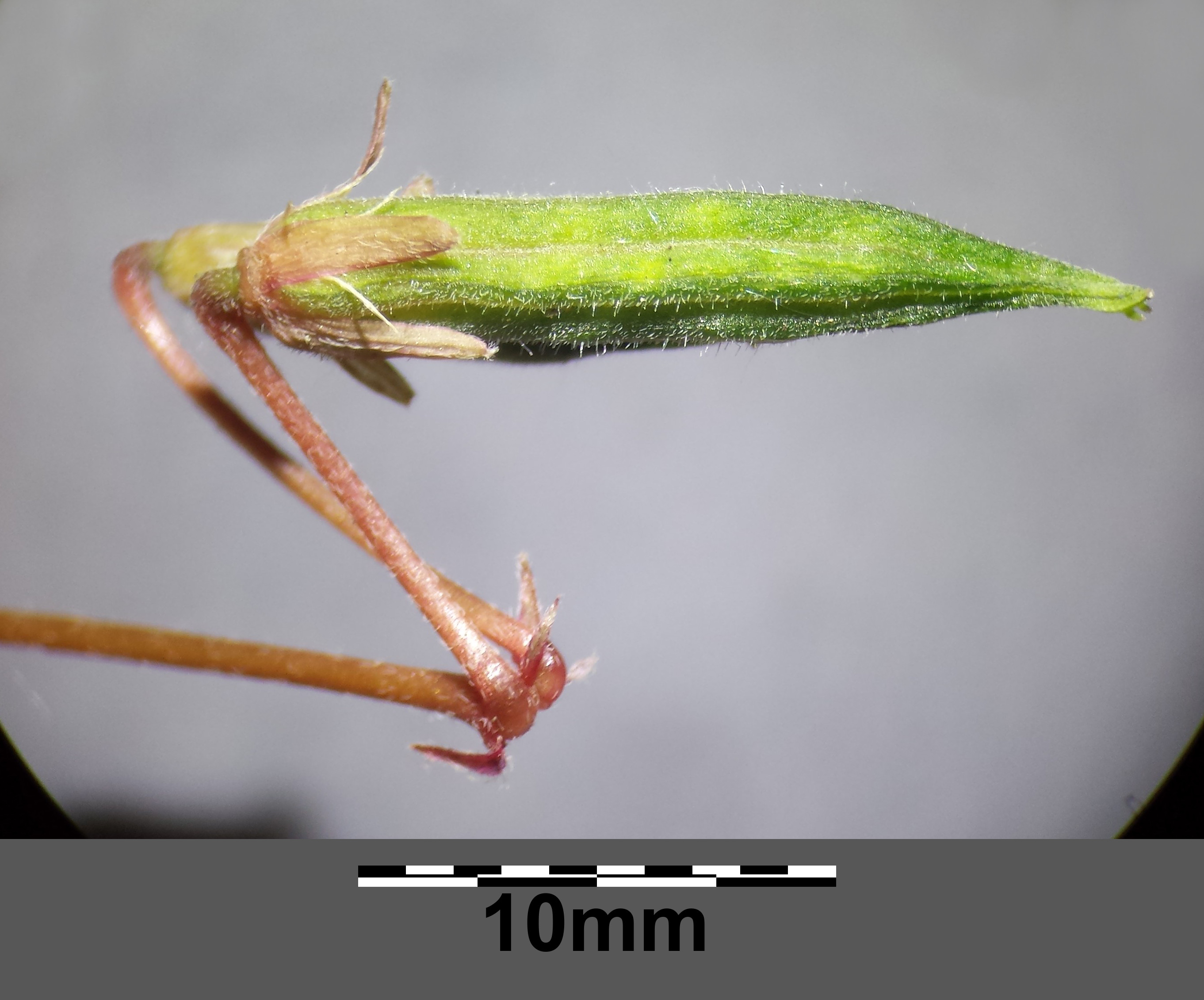
Owoc

Gatunki podobneOd szczawika żółtego różni się obecnością przylistków i brakiem zgrubiałych kolanek u nasady szypuł kwiatowych i owocowych. Posiadający także te cechy szczawik Dillena odróżnia się z kolei wzniesionym lub pokładającym się pokrojem, naprzeciwległym lub okółkowym ułożeniem liści, płytszym wcięciem na szczycie listków (do 1/6 ich długości), krótszymi podkwiatkami (ok. 1 mm) i większymi torebkami (15–25 mm długości).

## Biologia i ekologia
Liczba chromosomów 2n = 24, 36, 42, 44, 48. 
Szczawik rożkowaty kwitnie i owocuje od lutego do października, w Europie Środkowej od czerwca do października. 
W naturze rośnie na górskich stokach, w lasach i nad rzekami. Pospolicie występuje na siedliskach antropogenicznych: na trawnikach, polach, w ogrodach, szklarniach i parkach, na przydrożach i nieużytkach ruderalnych. 
Jest żywicielem pośrednim Puccinia sorghi wywołującej rdzę kukurydzy. Na liściach czasami pasożytują Erysiphe russellii, Leveillula oxalidicola i Golovinomyces orontii powodujące mączniaka prawdziwego.

## Znaczenie ekonomiczne
Gatunek jest uciążliwym chwastem upraw, zwłaszcza szklarniowych. Jest trudny do zwalczenia za pomocą środków ochrony roślin, a usuwanie mechaniczne jest czasochłonne i nierzadko mało skuteczne z powodu łatwo korzeniących się i trudnych do usunięcia w całości pędów. Problemem w zwalczaniu gatunku w uprawach jest też jego szybki rozwój – zakwitnąć może już w cztery tygodnie po kiełkowaniu z nasiona. Roślina jest też gospodarzem dla patogennych grzybów z rodzaju Puccinia, zarażających gatunki uprawiane (m.in. kukurydzę, sorgo).  
Szczawik rożkowaty jest w całości rośliną jadalną, jednak ze względu na zawartość kwasu szczawiowego należy spożywać go ostrożnie, w niewielkich ilościach. Roślina bywa też wykorzystywana jako lecznicza.